# Canarino Malinois
Il  canarino Malinois o canarino Waterslager o semplicemente Malinois è una delle tre razze di canarino da canto riconosciute ufficialmente.
La razza ha un'antica origine storica, infatti fu selezionato in Belgio, durante il XVIII secolo, nella città di Anversa fu fondato il primo Club di razza nel 1872.

## Storia
I canarini venivano utilizzati regolarmente nelle miniere di carbone, come un sistema di preallarme.
I gas tossici eventualmente presenti nella miniera, come il monossido di carbonio, il metano o l'anidride carbonica, infatti, avrebbero ucciso l'uccellino prima di asfissiare i minatori, che osservavano con attenzione se l'animale presentava segni di sofferenza. L'uso di canarini nelle miniere inglesi è stata abbandonata nel 1987.

## Caratteristiche
Il canarino Malinois accetta un unico colore: piumaggio giallo (sono ammesse pezze di colore verde sul capo) e occhi neri (mai occhi rossi). Alcuni allevatori sostengono che le variazioni cromatiche siano in grado di influenzare le capacità canore del Malinois, anche se ciò, biologicamente, non è in alcun modo dimostrato. 
La struttura fisica del canarino Malinois è robusta e arriva a misurare fino a 16 cm di lunghezza.
La caratteristica canora di questa razza sono i trilli, che ricordano i suoni dell'acqua di un ruscello di montagna (da qui, il nome Waterslager); i Malinois sono in grado di emettere 13 suoni diversi tra loro.

### Video
- www.serinofil.com, 2010 Varna Ötüm Şampiyonu - MALİNUA, su YouTube. URL consultato il 15 ottobre 2016.